# Mallnitz
Mallnitz er en kommune i Bezirk Spittal an der Drau i delstaten Kärnten, Østrig .

## Geografi
Den ligger i en højtliggende dal i bjergkæden Hohe Tauern, der strækker sig sydpå ned til Obervellach ved floden Möll og adskiller Ankogelgruppen i øst fra Goldberggruppen i vest. I nord markerer Alpernes hovedkam grænsen til den østrigske delstat Salzburg . Ved Mallnitz går Tauernbahn ind i sydenden af Tauerntunnelen .
Kommunen består af Katastralgemeinder i Mallnitz og Dosen. De nordlige dele ligger i Nationalpark Hohe Tauern.

## Historie
Der eksisterede muligvis allerede i bronzealderen en handelsrute over bjergpasset til Gastein-dalen i nord. Den blev brugt af kelterne fra omkring 400 f.Kr., og da området blev inkorporeret i den romerske Noricum- provins omkring 15 f.Kr., blev disse hovedstier genopbygget som en romersk vej.
Den første bosættelse på den gamle rute blev sandsynligvis etableret under de slaviske bosættelser i de østlige Alper fra ca. 600 og fremefter; lokaliteten i Malinica blev imidlertid ikke nævnt før 1299. De omgivende godser omkring Burg Niederfalkenstein blev derefter holdt af det kejserlige Grevskab Görz, der havde hovedsæde i Lienz .
Gennem middelalderen var Mallnitz en strategisk vigtig forpost på handelsruten til Salzburg, især til transport af salt og guld, der blev udvundet i Hohe Tauern-kæderne. Den nuværende kommune blev dannet ved en opsplitning af Obervellach i 1895. Den lokale økonomi blev afgjort fremmet af opførelsen af Tauerntunnelen fra 1901 til 1907 og indvielsen af Tauernbahn i 1909. Der har kørt biltransporttog gennem tunnelen til Mallnitz – Obervellach station siden 1920.